# 앨리스 인 체인스
앨리스 인 체인스(Alice in Chains)는 미국 워싱턴주 시애틀 출신 록 밴드이다. 종교와 전쟁, 무료한 삶에서 찾은 괴이함을 다룬 앨범을 여러 장 발표했다.

## 구성원
- 윌리엄 듀발(William DuVall) - 리드 보컬(2006년 ~ 현재)
- 제리 캔트렐(Jerry Cantrell) - 기타, 보컬(1987년 ~ 2002년, 2005년 ~ 현재)
- 마이크 이네즈(Mike Inez) - 베이스(1993년 ~ 2002년, 2005년 ~ 현재)
- 숀 키니(Sean Kinney) - 드럼(1987년 ~ 2002년, 2005년 ~ 현재)

### 이전 멤버
- 레인 스탤리(Layne Staley) - 보컬, 리듬 기타(1987년 ~ 2002년, 2002년 4월 5일 사망)
- 마이크 스타(Mike Starr) - 베이스(1987년 ~ 1993년, 2011년 3월 8일 사망)

## 음반 목록

### 정규 음반
- 《Facelift》(1990년)
- 《Dirt》(1992년)
- 《Alice in Chains》(1995년)
- 《Black Gives Way to Blue》(2009년)
- 《The Devil Put Dinosaurs Here》(2013년)
- 《Rainier Fog》(2018년)

### EP
- 《We Die Young》(1990년)
- 《Sap》(1992년)
- 《Jar of Flies》(1994년)